# 塞尔米代和费洛尼卡
塞尔米代和费洛尼卡（義大利語：Sermide e Felonica）是意大利伦巴第大区曼托瓦省的市镇。面积为79.83平方公里，2017年时的人口数量为7,383人。
该市镇是在2017年由塞尔米代和费洛尼卡两个市镇合并而成。